# Télescope de type Maksoutov-Cassegrain

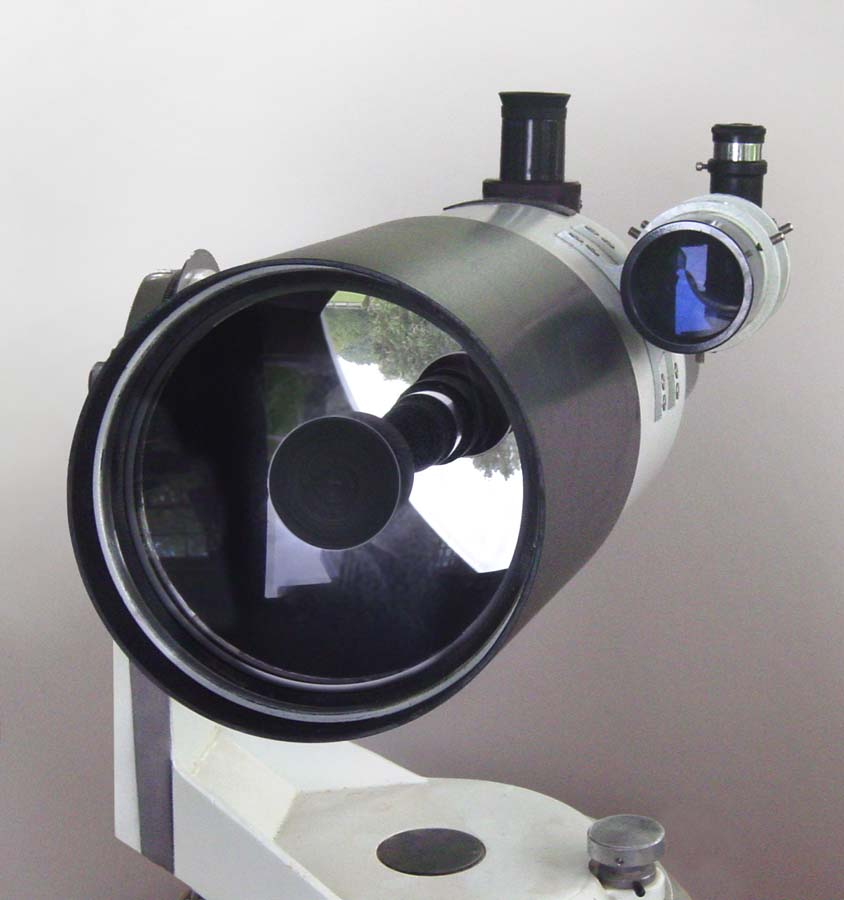
Un télescope amateur de type Maksoutov-Cassegrain d'une ouverture de 150 mm.

Un télescope de type Maksoutov-Cassegrain est un télescope catadioptrique composé d'un miroir sphérique et d'un ménisque légèrement divergent. La lentille fait généralement le même diamètre que le miroir et est placée à l'entrée du télescope afin de servir de correcteur (en) d'aberrations telles le coma et l'aberration chromatique.
Ce télescope a été inventé en 1941 par l'opticien soviétique Dmitri Dmitrievitch Maksoutov,, qui s'est inspiré du montage de la chambre de Schmidt.
Les télescopes de type Maksoutov-Cassegrain se vendent dans le domaine de l'astronomie amateur depuis les années 1950.

## Invention

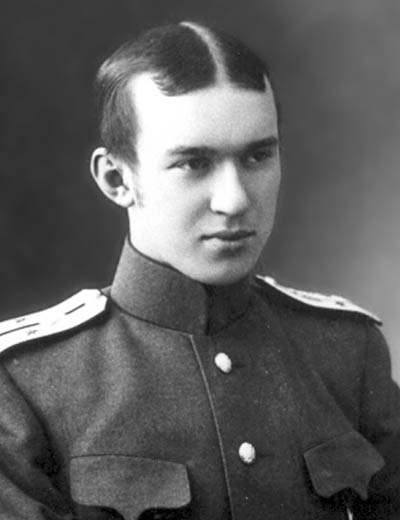
Dmitri Dmitrievitch Maksoutov.

Dmitri Maksoutov commence à exploiter l'idée de combiner un miroir sphérique et un ménisque divergent dès 1936.